# V452 Scuti
V452 Scuti eller AS 314, är en ensam stjärna i mellersta delen av stjärnbilden Skölden. Den har en skenbar magnitud av ca 9,85 och kräver ett mindre teleskop för att kunna observeras. Baserat på parallax enligt Gaia Early Data Release 3 på ca 0,585 mas, beräknas den ligga på ett avstånd av ca 5 600 ljusår (ca 1 710 parsec) från solen. Den rör sig närmare solen med en heliocentrisk radialhastighet av -77 km/s. Objektet är en protoplanetär nebulosa som en gång troddes vara en vit hyperjättestjärna eller lysande blå variabel.

## Observation
AS 314 studerades dåligt fram till år 2000, då Miroshnichenko et al. felaktigt uppskattade ett avstånd för denna stjärna på cirka 10 kiloparsek (32 600 ljusår), en ljusstyrka 160 000 gånger solens (L☉), en radie 200 gånger solradien (R☉) och en initial massa på 20 solmassor ( M☉). Den uppskattades också att förlora 2 × 10−5 solmassa per år genom en mycket stark stjärnvind.
Hipparcos-data om parallax och egenrörelse är större och beskriver en mycket närmare, och därmed mindre lysande, stjärna. Hipparcosmätningen bekräftades senare av Gaia-uppdraget och omklassificerade AS 314 som post-AGB-stjärna.

## Egenskaper

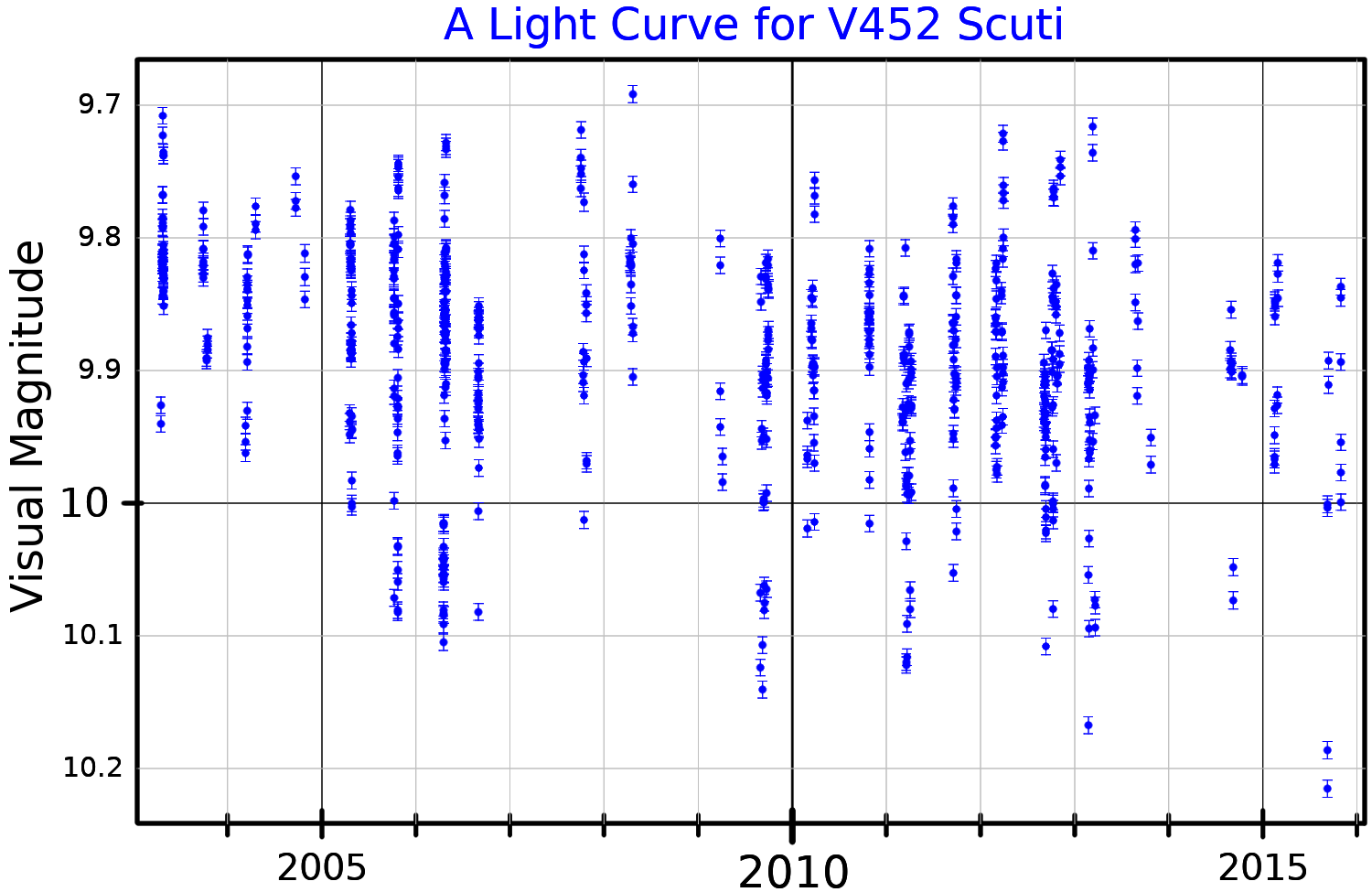
Ljuskurva i visuella bandet för V452 Scuti, plottad efter OMC-data.

AS 314 är en blå stjärna av spektraltyp protoplanetär nebulosa. Den utsänder energi från dess fotosfär motsvarande ca 3200 gånger solen vid en effektiv temperatur av 10200 K.
AS 314 har ett överskott av infraröd strålning, vilket tyder på att den är höljd i ett omgivande skikt av stoft. Den har dock inte klassificerats som en bona fide lysande blå variabel, utan som en kandidat till detta.